# Башкин, Павел Евгеньевич
Павел Евгеньевич Башкин (род. 1 сентября 1978, Астрахань) — российский гандболист, выступавший за клубы «Динамо Астрахань», «Горенье», «Логроньо» и БГК имени Мешкова. С 2013 по 2022 год работал спортивным директором клуба «БГК имени Мешкова». Мастер спорта международного класса.

## Карьера

### Клубная
Первым тренером Павла является Н. Мазуренко. Башкин начал свою профессиональную карьеру в астраханском клубе «Динамо-Лукойл» (Астрахань), в составе которого становился серебряным призёром чемпионата России с 2003 по 2006 год, а в 2003 году стал серебряным призёром кубка ЕГФ. В 2006 году Павел Башкин перешёл в словенский клуб «Горенье», в составе которого стал серебряным призёром чемпионата Словении в 2007 году. В 2009 году Павел Башкин переходит в испанский клуб «Логроньо», в котором выступает два сезона. Логроньо в чемпионате Испании занял 5 место. В 2010 году Павел Башкин стал игроком БГК имени Мешкова, где и закончил свою карьеру в 2013 году.

### В сборной
Павел Башкин имеет опыт выступления за сборную России. Бронзовый призёр летних Олимпийских игр 2004.

## После карьеры
С 2013 года работает спортивным директором БГК имени Мешкова.

## Титулы
- Бронзовый призёр летних Олимпийских игр: 2004
- Серебряный призёр кубка ЕГФ: 2003
- Серебряный призёр чемпионата России: 2003, 2004, 2005
- Серебряный призёр чемпионата Словении: 2007